# Stenischia pagiana
Stenischia pagiana är en loppart som beskrevs av Lewis 1969. Stenischia pagiana ingår i släktet Stenischia och familjen mullvadsloppor. Inga underarter finns listade i Catalogue of Life.